# Лыткин, Борис Григорьевич
Борис Григорьевич Лыткин (7 [20] февраля 1908, Дурыкино, Московская губерния — неизвестно) — советский государственный и политический деятель, председатель Мурманского областного исполнительного комитета (1941—1947).

## Биография
Родился 7 (20) февраля 1908 года в Дурыкине Московского уезда. Член ВКП(б) с 1930 года.
С 1926 года работал электриком на фабрике «Ливерс» в Москве. С 1932 года служил в Красной Армии, учился в лётной школе, однако оставил её, как и военную службу, по состоянию здоровья.
В 1933—1937 годы работал электромонтёром, бригадиром шахт на строительстве Московского метрополитена; редактор газеты «Метростроевец». С 1937 года — инструктор, помощник секретаря, секретарь Свердловского районного комитета ВКП(б) (Москва).
В январе 1940 года окончил Высшую школу партийных организаторов при ЦК ВКП(б). С января по август 1940 года — помощник члена партийной коллегии Комиссии партийного контроля при ЦК ВКП(б), с августа 1940 по октябрь 1941 года — уполномоченный Комиссии партийного контроля при ЦК ВКП(б) по Мурманской области. С 14 октября 1941 по 3 октября 1947 года — председатель Исполнительного комитета Мурманского областного Совета. С октября 1947 года учился в Высшей партийной школе при ЦК ВКП(б).
Избирался депутатом Верховного Совета РСФСР 2-го созыва, членом бюро Мурманского обкома ВКП(б).

## Награды
- орден Красной Звезды (10.8.1945)[5].
- медали, в том числе[2][4]:
  - «Партизану Отечественной войны» 2-й степени (1945)
  - «За оборону Советского Заполярья» (1945)
  - «За доблестный труд в Великой Отечественной войне» (1945).